# Меченый атом (фильм)
«Меченый атом» — советский художественный фильм 1972 года.

## Краткое содержание
Западная разведка засылает агента Сальги в СССР с целью получения информации о системе гражданской обороны страны. Он намерен использовать людей, ставших в годы войны на путь предательства и теперь скрывающихся от правосудия. Один из них — частнопрактикующий врач Раскольцев (бывший каратель), второй — скрывающийся от семьи Шкаликов, о странном исчезновении которого становится известно следственным органам. И теперь вся деятельность Сальги разворачивается под контролем чекистов, снабжающих иностранную агентуру ложными данными.

## В ролях
- Георгий Жжёнов — Никита Алексеевич Дубровин, полковник
- Владимир Самойлов — Сергей Николаевич Никитин / Гусейнов / Сальги
- Георгий Тараторкин — Евгений Казанский, художник-реставратор
- Михаил Погоржельский — Алексей Алексеевич Раскольцев
- Юрий Толубеев — Сергей Константинович
- Владислав Стржельчик — Пётр Михайлович Брунов, генерал-полковник
- Владимир Покровский — господин Эдвардс, полковник из разведцентра
- Юлия Диоши — госпожа Эдвардс
- Юлий Бебриш — Нейхальд, корреспондент
- Борис Юрченко — проводник, напарник Пчёлкина
- Любовь Соколова — Клавдия Ивановна Шкаликова
- Павел Кормунин — Шкаликов / Герасим Иванович Притыков
- Ира Шабунина — дочь Шкаликовых
- Семён Морозов — Василий Михайлович
- Юрий Дедович — сотрудник КГБ
- Вильям Семёнов — оперативник
- Валентина Ананьина
- Елена Андерегг — сотрудница отдела кадров на ж/д
- Валентина Березуцкая — проводница
- Ролан Быков — Пчёлкин, проводник (озвучивание - Александр Суснин)
- Вячеслав Васильев — доктор (озвучивание - Алексей Кожевников)

## Съёмочная группа
- Автор сценария: Федор Шахмагонов
- Режиссёр: Игорь Гостев
- Оператор: Лев Колганов
- Художник: Валерий Юркевич
- Композитор: Рафаил Хозак
- Консультанты: Василий Чуйков (снялся в начальных кадрах фильма), Семён Цвигун

## Критика
Кинокритик Валентин Михалкович писал, что «хорошему актеру Георгию Жжёнову, исполняющему роль полковника Дубровина, в фильме нечего играть. Он движется в меру решительно и целеустремлённо, говорит написанные в сценарии слова, но живинка, „огонёк“ и в пластике и в репликах отсутствуют».